# Lebdjelica
Lebdjelica ili hoverkraft je hibridno prometalo. Uglavnom služi kao plovilo tj. za promet preko vodenih i blatnih površina, ali njime se može prometovati i preko suhozemnih površina, leda i drugih. Ova vrsta vozila lebdi na zračnom jastuku. Za hoverkrafte se prije može reći da njima upravlja pilot letjelice nego kapetan nekog plovila.
Ime hoverkraft danas je generičko ime za ovu vrstu vozila. Nekad je to ime bilo robna marka u vlasništvu Saunders-Roea (poslije British Hovercraft Corporationa (BHC), potom Westlanda), zbog čega su drugi proizvođači lebdjelica rabili druga imena za lebdjelice (hoverkrafte).
Hoverkrafti se služe puhalima radi stvaranja velikog obujma zraka ispod trupa, a tlak je nešto iznad atmosferskog. Razlika u tlakovima, višeg ispod trupa te nižeg iz okolne atmosfere rezultira izdizanjem te trup pluta iznad okolne površine. Zbog stabilnosti zrak se ispuhuje kroz utore ili rupe oko platforme koja je oblika diska ili ovalna, čime hoverkraftu daje prepoznatljivi zaobljene četvorine. Obično se ovaj zračni jastuk sadržan ispod fleksibilne "suknje" što omogućuje vozilu putovati preko malih prepreka bez oštećenja.
Teorijske osnove za ovu vrstu vozila koje će se kretati preko zračnog sloja dao je Konstantin Ciolkovski 1926. i 1927. godine.
Hoverkrafti danas imaju civilnu i vojnu namjenu. Prvi praktični dizajn izveden je od britanskog izuma 1950-ih i 1960-ih. Danas ih se koristi diljem svijeta kao specijalizirano prijevozno sredstvo kod saniranja posljedica katastrofe, vozila obalne straže, vojne i nadzorne svrhe te za šport i putnički prijevoz. Veliki primjerci ovog vozila bile su u primjeni radi prijevoza stotina ljudi i vozila preko La Manchea, dok su vojne inačice prevozile tenkove, vojnike te veliku opremu u neprijateljskom okružju i terenu.
Nekad nije bilo izvedivo da lebdjelice budu plovila snažne paljbene moći,jer su zbog manjih dimenzija lebdjelice bile nestabilne i osjetljive na trzaj pri ispaljivanju. Danas se izrađuju vojni hoverkrafti koji nisu samo prijevozno sredstvo. Ruski raketni hoverkraft „Bora“ projekta 1239 spada u takva plovila. Služi kao jurišni nosač raketa koji može probiti obrambeni sustav nosača zrakoplova.

## Vanjske poveznice
- Kaj sploh je hovercraft?[neaktivna poveznica]
- Lebdjelica Hrvatska tehnička enciklopedija, portal hrvatske tehničke baštine. LZMK